# 과정철학
과정철학(Process philosophy, 생성의 존재론, 과정주의, 유기체 철학)이란 변화와 발전을 갖는 형이상학적 실재를 밝히는 것이다. 일찍이 파르메니데스로부터 시작하여, 플라톤과 아리스토텔레스를 거쳐 철학자들은 영원한 본질(permanent substance)에 근거하여 참된 실재(true reality)를 영원한 것으로 가정하였다. 과정이란 영원한 본질에 거부되거나 종속되는 것으로 보았다. 즉 고전존재론은
어떤 실재가 변화된다는 것을 부정하였다. 그러나 헤라클레이토스를 비롯한 화이트헤드와 같은 철학자들은 생성을 본질적인 것으로 규정하고 존재의 물리학과 생성의 물리학을 구별하였다.
  화이트헤드는 ‘고정 불변하는 실재(reality)란 이 세상에 존재하지 않으며, 철학적 개념(또는 안목)만으로 이해되는 우주는 진정한 우주가 아니다’라고 한다. 보관됨 2017-05-21 - 웨이백 머신 실재(reality)란 과정(process)이라고 본다.

## 같이 보기
- 과정신학
- 알프레드 노스 화이트헤드